# Gran Premio motociclistico di Cecoslovacchia 1990
Il Gran Premio motociclistico di Cecoslovacchia 1990 fu il tredicesimo appuntamento del motomondiale 1990.
Si svolse il 26 agosto 1990 sul circuito di Brno e vide la vittoria di Wayne Rainey nella classe 500, di Carlos Cardús nella classe 250 e di Hans Spaan in classe 125. Nella gara dei sidecar si è imposto l'equipaggio Alain Michel/Simon Birchall.
Al termine della gara è stato assegnato matematicamente il primo titolo mondiale dell'anno, se lo è aggiudicato lo statunitense Wayne Rainey in classe regina.

## Classe 500
Con la settima vittoria dell'anno e il contemporaneo ritiro dell'altro statunitense Kevin Schwantz, Wayne Rainey, pur mancando altre due prove al termine della stagione, ha 67 punti di vantaggio e non può più essere raggiunto. Ottiene così il suo primo titolo mondiale.

### Arrivati al traguardo
| Pos. | Pilota               | Moto    | Tempo | Griglia | Punti |
| ---- | -------------------- | ------- | ----- | ------- | ----- |
| 1    | Wayne Rainey         | Yamaha  | 3     |         | 20    |
| 2    | Wayne Gardner        | Honda   | 2     |         | 17    |
| 3    | Eddie Lawson         | Yamaha  | 4     |         | 15    |
| 4    | Niall Mackenzie      | Suzuki  | 6     |         | 13    |
| 5    | Juan Garriga         | Yamaha  | 7     |         | 11    |
| 6    | Christian Sarron     | Yamaha  | 8     |         | 10    |
| 7    | Sito Pons            | Honda   | 12    |         | 9     |
| 8    | Jean-Philippe Ruggia | Yamaha  | 13    |         | 8     |
| 9    | Michael Doohan       | Honda   | 5     |         | 7     |
| 10   | Carl Fogarty         | Honda   | 10    |         | 6     |
| 11   | Randy Mamola         | Cagiva  | 9     |         | 5     |
| 12   | Ron Haslam           | Cagiva  | 14    |         | 4     |
| 13   | Marco Papa           | Honda   | 15    |         | 3     |
| 14   | Eddie Laycock        | Honda   | 16    |         | 2     |
| 15   | Rachel Nicotte       | Plaisir | 18    |         | 1     |
| 16   | Cees Doorakkers      | Honda   | 19    |         |       |
| 17   | Martin Trösch        | Honda   | 20    |         |       |

### Ritirati
| Pilota         | Moto   | Motivo | Griglia |
| -------------- | ------ | ------ | ------- |
| Kevin Schwantz | Suzuki |        | 1       |
| Alex Barros    | Cagiva |        | 11      |
| Andreas Leuthe | Honda  |        | 21      |

### Non partito
| Pilota         | Moto  | Motivo | Griglia |
| -------------- | ----- | ------ | ------- |
| Karl Truchsess | Honda |        | 17      |

## Classe 250
Con il quarto successo della stagione, lo spagnolo Carlos Cardús allunga in classifica generale sullo statunitense John Kocinski che è arrivato secondo; ora il suo vantaggio è di 10 punti.

### Arrivati al traguardo
| Pos. | Pilota            | Moto     | Tempo     | Griglia | Punti |
| ---- | ----------------- | -------- | --------- | ------- | ----- |
| 1    | Carlos Cardús     | Honda    | 42.48.579 | 3       | 20    |
| 2    | John Kocinski     | Yamaha   | 42.49.466 | 7       | 17    |
| 3    | Helmut Bradl      | Honda    | 42.49.846 | 1       | 15    |
| 4    | Luca Cadalora     | Yamaha   | 43.10.606 | 4       | 13    |
| 5    | Dominique Sarron  | Honda    | 43.10.754 | 2       | 11    |
| 6    | Martin Wimmer     | Aprilia  | 43.22.013 | 6       | 10    |
| 7    | Àlex Crivillé     | Yamaha   | 43.25.531 | 8       | 9     |
| 8    | Wilco Zeelenberg  | Honda    | 43.29.048 | 11      | 8     |
| 9    | Jacques Cornu     | Honda    | 43.34.059 | 10      | 7     |
| 10   | Jochen Schmid     | Honda    | 43.45.285 | 14      | 6     |
| 11   | Alberto Puig      | Yamaha   | 43.59.846 | 20      | 5     |
| 12   | Paolo Casoli      | Yamaha   | 44.03.759 | 18      | 4     |
| 13   | Renzo Colleoni    | Aprilia  | 44.03.963 | 13      | 3     |
| 14   | Andreas Preining  | Aprilia  | 44.04.448 | 16      | 2     |
| 15   | José Barresi      | Yamaha   | 44.04.553 | 22      | 1     |
| 16   | Marcellino Lucchi | Aprilia  | 44.30.424 | 17      |       |
| 17   | Bernd Kassner     | Honda    | 44.32.008 | 28      |       |
| 18   | Patrick Igoa      | Aprilia  | 44.32.258 | 27      |       |
| 19   | Jorge Martínez    | JJ Cobas | 44.44.460 | 26      |       |
| 20   | Hans Becker       | Yamaha   | 44.44.581 | 30      |       |
| 21   | Jean Foray        | Yamaha   | 44.45.386 | 32      |       |

### Ritirati
| Pilota             | Moto    | Motivo | Griglia |
| ------------------ | ------- | ------ | ------- |
| Masahiro Shimizu   | Honda   |        | 5       |
| Loris Reggiani     | Aprilia |        | 15      |
| Kevin Mitchell     | Yamaha  |        | 21      |
| Didier de Radiguès | Aprilia |        | 19      |
| Urs Jücker         | Yamaha  |        | 29      |
| Adrien Morillas    | Aprilia |        | 9       |
| Corrado Catalano   | Aprilia |        | 24      |
| Erich Neumair      | Yamaha  |        | 31      |
| Harald Eckl        | Aprilia |        | 12      |
| Bernard Haenggeli  | Aprilia |        | 23      |

### Non partiti
| Pilota           | Moto    | Motivo | Griglia |
| ---------------- | ------- | ------ | ------- |
| Andrea Borgonovo | Aprilia |        | 25      |
| Carlos Lavado    | Aprilia |        | 33      |

## Classe 125
L'olandese Hans Spaan ottiene il quinto successo della stagione e supera in classifica generale l'italiano Loris Capirossi, giungendo a soli 10 punti dal tedesco Stefan Prein.

### Arrivati al traguardo
| Pos. | Pilota              | Moto      | Tempo     | Griglia | Punti |
| ---- | ------------------- | --------- | --------- | ------- | ----- |
| 1    | Hans Spaan          | Honda     | 39.07.242 | 2       | 20    |
| 2    | Stefan Prein        | Honda     | 39.07.465 | 3       | 17    |
| 3    | Alessandro Gramigni | Aprilia   | 39.09.166 | 10      | 15    |
| 4    | Gabriele Debbia     | Aprilia   | 39.09.227 | 14      | 13    |
| 5    | Heinz Lüthi         | Honda     | 39.09.437 | 5       | 11    |
| 6    | Dirk Raudies        | Honda     | 39.09.615 | 11      | 10    |
| 7    | Fausto Gresini      | Honda     | 39.09.919 | 9       | 9     |
| 8    | Jorge Martínez      | JJ Cobas  | 39.10.054 | 7       | 8     |
| 9    | Alfred Waibel       | Honda     | 39.18.440 | 6       | 7     |
| 10   | Steve Patrickson    | Honda     | 39.23.101 | 12      | 6     |
| 11   | Bruno Casanova      | Honda     | 39.23.550 | 4       | 5     |
| 12   | Emilio Cuppini      | Honda     | 39.26.128 | 23      | 4     |
| 13   | Kinya Wada          | Honda     | 39.27.129 | 8       | 3     |
| 14   | Robin Appleyard     | Honda     | 39.27.253 | 30      | 2     |
| 15   | Flemming Kistrup    | Honda     | 39.27.587 | 18      | 1     |
| 16   | Robin Milton        | Honda     | 39.28.044 | 26      |       |
| 17   | Herri Torrontegui   | Honda     | 39.32.202 | 25      |       |
| 18   | Johnny Wickström    | JJ Cobas  | 39.33.123 | 19      |       |
| 19   | Hans Koopman        | Honda     | 39.42.696 | 24      |       |
| 20   | Luis-Miguel Reyes   | Gazzaniga | 39.49.114 | 32      |       |
| 21   | Taru Rinne          | Honda     | 40.24.582 | 28      |       |
| 22   | Hervé Duffard       | Honda     | 40.25.206 | 33      |       |

### Ritirati
| Pilota            | Moto      | Motivo | Griglia |
| ----------------- | --------- | ------ | ------- |
| Mike Leitner      | Honda     |        | 22      |
| Peter Öttl        | Rotax     |        | 31      |
| Thierry Feuz      | Honda     |        | 35      |
| Maurizio Vitali   | Gazzaniga |        | 13      |
| Stefan Brägger    | Aprilia   |        | 34      |
| Manuel Herreros   | JJ Cobas  |        | 21      |
| Adi Stadler       | JJ Cobas  |        | 16      |
| Doriano Romboni   | Honda     |        | 1       |
| Stefan Dörflinger | Aprilia   |        | 29      |
| Hisashi Unemoto   | Honda     |        | 20      |
| Ralf Waldmann     | Rotax     |        | 27      |
| Loris Capirossi   | Honda     |        | 17      |

### Squalificati
| Pilota          | Moto     |
| --------------- | -------- |
| Julián Miralles | JJ Cobas |
| Stefan Kurfiss  | Honda    |

### Non qualificato
| Pilota         | Moto  |
| -------------- | ----- |
| Jos van Dongen | Honda |

## Classe sidecar
Nella penultima gara stagionale vince l'equipaggio Alain Michel-Simon Birchall, davanti a Webster-Simmons e ai fratelli Zurbrügg. I leader del mondiale Egbert Streuer-Geral de Haas si ritirano in un incidente nato da un contatto proprio con Michel-Birchall; Rolf Biland-Kurt Waltisperg sono condizionati da problemi meccanici e terminano al 21º posto.
In classifica Michel passa in testa con 168 punti; possono ancora contendergli il titolo Webster a 166 e Streuer a 152. 

### Arrivati al traguardo (posizioni a punti)[5]
| Pos | Pilota             | Passeggero       | Moto        | Tempo     | Punti |
| --- | ------------------ | ---------------- | ----------- | --------- | ----- |
| 1   | Alain Michel       | Simon Birchall   | LCR-Krauser | 37'24"111 | 20    |
| 2   | Steve Webster      | Gavin Simmons    | LCR-Krauser | +3"765    | 17    |
| 3   | Alfred Zurbrügg    | Martin Zurbrügg  | LCR-Krauser | +7"586    | 15    |
| 4   | Masato Kumano      | Eckart Rösinger  | LCR-TEC     |           | 13    |
| 5   | Markus Egloff      | Urs Egloff       | SMS-Yamaha  |           | 11    |
| 6   | Paul Güdel         | Charly Güdel     | LCR-Yamaha  |           | 10    |
| 7   | Derek Jones        | Peter Brown      | LCR-Yamaha  |           | 9     |
| 8   | Yoshisada Kumagaya | Brian Houghton   | LCR-JPX     |           | 8     |
| 9   | Ralph Bohnhorst    | Thomas Böttcher  | LCR-Yamaha  |           | 7     |
| 10  | Klaus Klaffenböck  | Christian Parzer | LCR-Yamaha  |           | 6     |
| 11  | Steve Abbott       | Shaun Smith      | LCR-JPX     |           | 5     |
| 12  | Fritz Stölzle      | Hubert Stölzle   | LCR-Krauser |           | 4     |
| 13  | Theo van Kempen    | Jan Kuyt         | LCR-Krauser |           | 3     |
| 14  | René Progin        | Gary Irlam       | LCR-Krauser |           | 2     |
| 15  | Bernd Scherer      | Bruno Hiller     | LCR-Krauser |           | 1     |